# 25264 Erickeen
25264 Erickeen è un asteroide della fascia principale. Scoperto nel 1998, presenta un'orbita caratterizzata da un semiasse maggiore pari a 2,7547881 UA e da un'eccentricità di 0,0708753, inclinata di 9,42066° rispetto all'eclittica.